# A Little Journey
A Little Journey (Brasil: Uma Viagem Acidentada / Portugal: O Que Tem de Ser) foi um filme dos Estados Unidos de 1927, do gênero comédia, dirigido por Robert Z. Leonard e estrelado por Harry Carey. O filme é presumidamente considerado perdido. 

## Sinopse
Uma menina viajando de trem para encontrar o namorado, encontra um outro rapaz e se apaixona por ele.

## Elenco
- Claire Windsor ... Julia Rutherford
- William Haines ... George Manning
- Harry Carey ... Alexander Smith
- Claire McDowell ... Aunt Louise
- Lawford Davidson ... Alfred Demis